# Robert Stopford
Sir Robert Stopford (5. února 1768 – 25. června 1847 Richmond, Anglie) byl britský admirál. U královského námořnictva sloužil od dětství a jako příslušník vysoce postaveného šlechtického rodu prodělal rychlou kariéru, již ve dvaadvaceti letech dosáhl hodnosti kapitána (1790). Vyznamenal se válkách proti revoluční Francii a později napoleonských válkách, kdy byl guvernérem a námořním velitelem v různých částech britské koloniální říše. V roce 1825 dosáhl hodnosti admirála a svou kariéru završil jako vrchní velitel ve Středomoří (1837–1841).

## Životopis

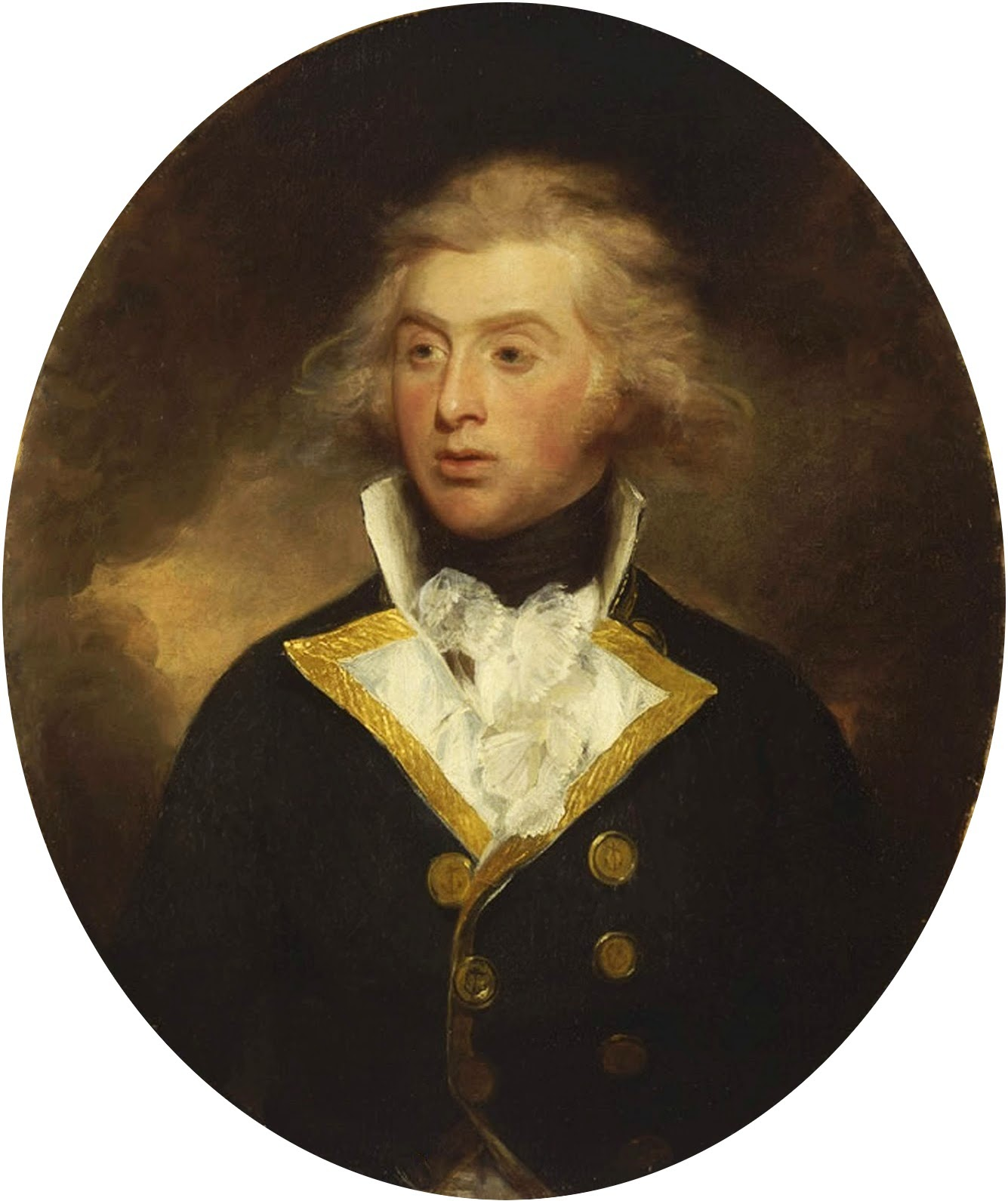
Kapitán Robert Stopford (William Beechey, 1790, Národní námořní muzeum v Greenwichi)

Pocházel z irského šlechtického rodu, narodil se jako třetí syn Jamese Stopforda, 2. hraběte z Courtownu (1731–1810) a jeho manželky Mary, rozené Powys (1736–1810), po matce byl mimo jiné synovcem vlivného politika vikomta Sydneye. Studoval v Etonu a v roce 1780 vstoupil do námořnictva jako kapitánský sluha, již o rok později byl praporčíkem. Nejprve sloužil u Gibraltaru, v rámci války proti USA se zúčastnil bitvy u Saintes (1782). Poté působil u břehů Kanady a ve Středozemním moři, kde již získal velení menších plavidel. V roce 1785 byl povýšen na poručíka a v roce 1789 získal hodnost komandéra. V době španělského vyzbrojování v roce 1790 získal v pouhých dvaadvaceti letech hodnost kapitána a krátce velel řadové lodi III. třídy HMS Fame s posádkou 550 mužů, poté ale velel znovu menším lodím.
V době válek proti republikánské Francii se zúčastnil bitvy Slavného 1. června (1794) a následné bitvy u ostrova Groix (1795), v letech 1794–1799 velel řadové lodi HMS Phaeton s posádkou 270 mužů. Poté byl velitelem lodi HMS Excellent (1799–1802), s níž se odplavil do Karibiku a v hodnosti komodora zastával několik měsíců v roce 1802 funkci dočasně úřadujícího guvernéra na Závětrných ostrovech. Jeho další vlajkovou lodí byla HMS Spencer s posádkou 640 námořníků (1803–1808). V té době byl přidělen k flotile admirála Nelsona a s doživotními následky byl zraněn v bitvě u San Dominga (1806). Po návratu do Evropy se zúčastnil druhé bitvy u Kodaně (1807) a poté podnikl útok na francouzský přístav Rochefort.

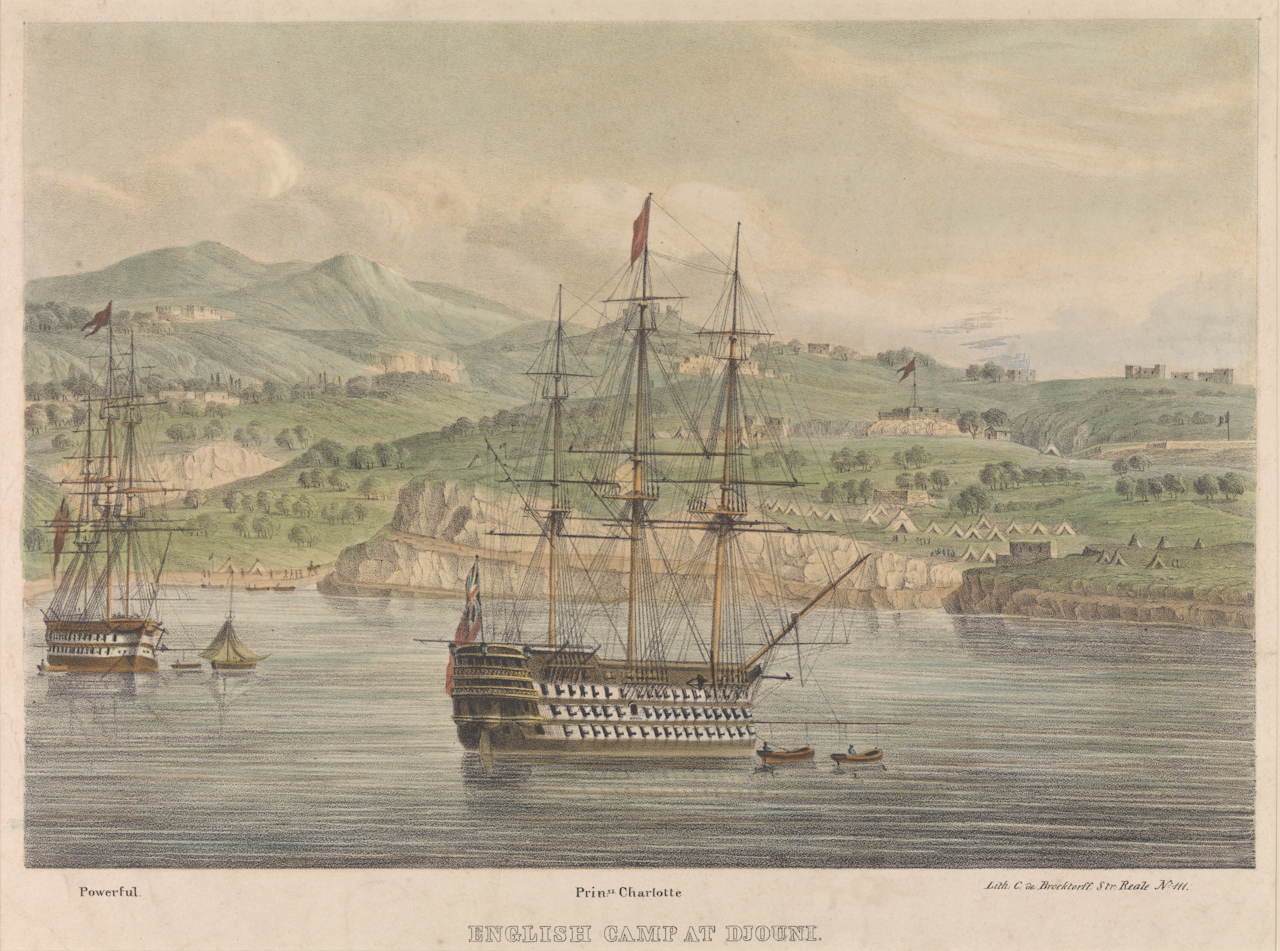
Řadová loď HMS Princess Charlotte, vlajková loď admirála Stopforda jako vrchního velitele ve Středozemním moři (1837–1841)

Mezitím získal čestnou hodnost plukovníka námořní pěchoty (1805) a v letech 1806–1807 byl krátce také poslancem Dolní sněmovny. V parlamentu patřil ke straně whigů a zastupoval město Ipswich, ve volbách v roce 1807 již nekandidoval. V roce 1808 byl povýšen do hodnosti kontradmirála a jako velitel řadové lodi HMS Caesar vedl eskadru dvou řadových lodí a pěti fregat, s nimiž operoval ve Středozemním moři. V roce 1810 byl převelen do jižní Afriky a stal se velitelem námořní základny v Kapském Městě (Commander-in-Chief, Cape Good Hope Station), odkud řídil bojové operace na Jávě. Po návratu do Evropy byl povýšen do hodnosti viceadmirála (1812), za zásluhy na Jávě obdržel poděkování parlamentu a dalších čtrnáct let strávil mimo aktivní službu. Jako nositel Řádu lázně získal nárok na šlechtický titul Sir (1815; jako mladší syn hraběte zároveň od mládí měl nárok na oslovení Honourable). V roce 1825 byl povýšen na admirála a v letech 1827–1830 byl vrchním velitelem v Portsmouthu, jeho vlajkovou lodí byla v té době slavná HMS Victory.
Do aktivní služby se naposledy vrátil v roce 1837, kdy byl jmenován vrchním velitelem Royal Navy ve Středozemním moři (Commander-in-Chief, Mediterranean Fleet), při této příležitosti zároveň obdržel velkokříž Řádu sv. Michala a sv. Jiří. Jako velitel ve Středomoří v roce 1840 významně zasáhl do konfliktu mezi egyptským místokrálem Muhammadem Alím a Osmanskou říší (označovaném jako tzv. druhá syrská válka). Stopford v součinnosti s tureckým a rakouským loďstvem vedl bombardování přístavu Akko (1840) a v následujícím roce byla válka ukončena. Admirál Stopford za tyto zásluhy obdržel mimo jiné čestné občanství v Londýně (1840) a v roce 1841 odešel definitivně do penze. V letech 1841–1847 zastával čestnou funkci guvernéra špitálu v Greenwichi. Zemřel v Richmondu (dnes součást Londýna), pohřben byl v Greenwichi.

## Rodina

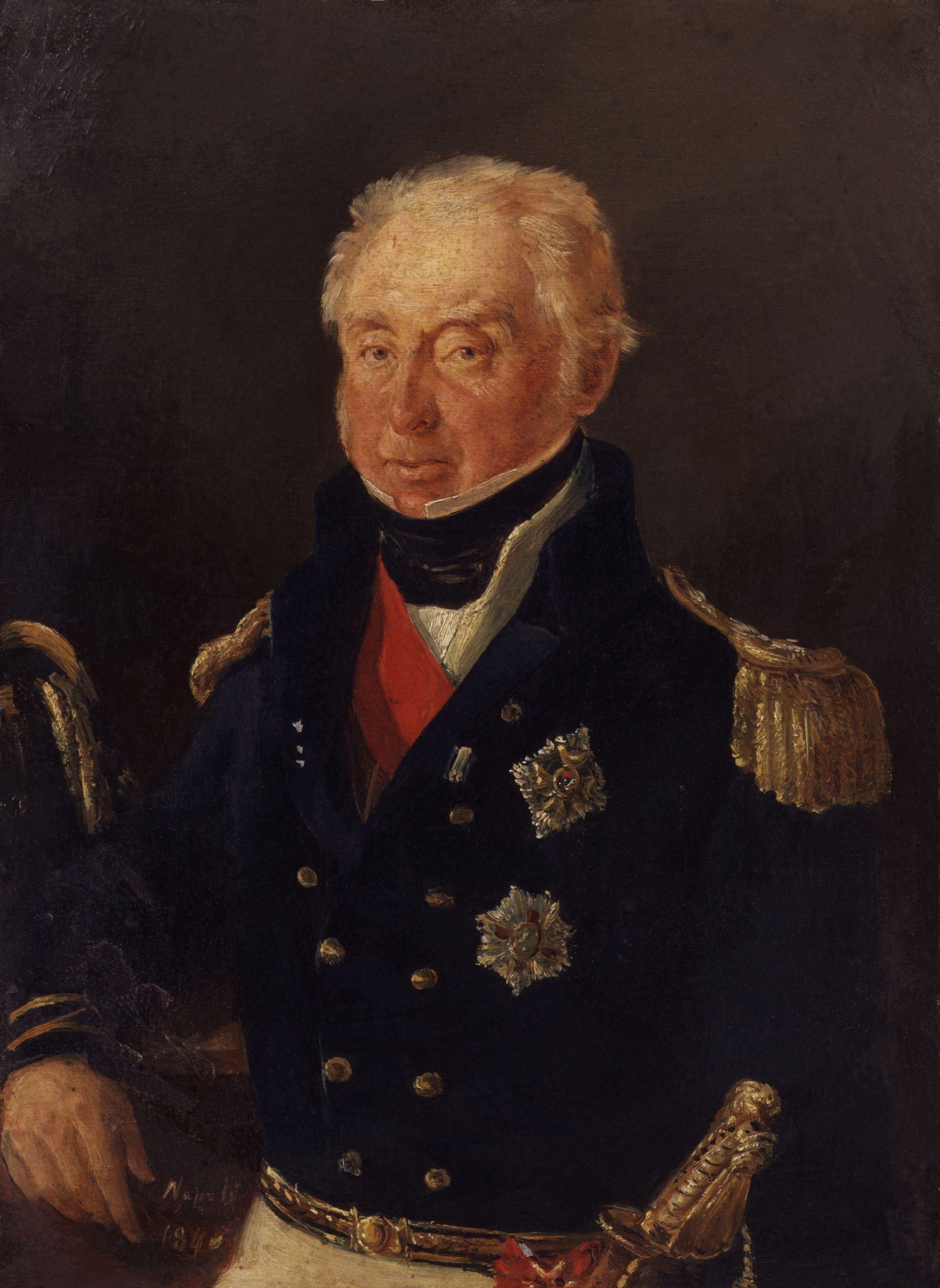
Portrét admirála Stopforda z roku 1840 (sbírky Národní portrétní galerie v Londýně)

V roce 1809 se oženil s Mary Fanshawe (1788–1866), která pocházela z početné rodiny kapitána Roberta Fanshawa (1740–1823). Z manželství se narodilo pět dětí, nejstarší syn Robert Fanshawe Stopford (1811–1891) dosáhl u námořnictva hodnosti admirála (1871). Námořním důstojníkem byl také mladší syn James John Stopford (1817–1868), který dosáhl hodnosti kontradmirála (1861). Nejmladší z potomstva byla dcera Charlotte Anne (1825–1904), která byla manželkou vlivného anglikánského kněze Roberta Gregoryho (1819–1911), děkana katedrály sv. Pavla a člena londýnské školské rady.
Robertův nejstarší bratr James George Stopford, 3. hrabě z Courtownu (1765–1835), byl před vstupem do Sněmovny lordů dlouholetým poslancem Dolní sněmovny a zastával funkce ve vládě, v letech 1793–1806 a 1807–1812 byl pokladníkem královského dvora (Treasurer of the Household). Další bratr Edward Stopford (1766–1837) sloužil v armádě, v závěru napoleonských válek byl těžce zraněn ve Francii (1814) a později dosáhl hodnosti generálporučíka (1821). Nejmladší z bratrů Richard Bruce Stopford (1774–1844) byl církevním hodnostářem, kanovníkem ve Windsoru a osobním kaplanem královny Viktorie.